# فیلم اسناف
فیلم اسناف (به انگلیسی: snuff film) توسط فرهنگ واژگان زبان انگلیسی آمریکن هریتیج اینگونه ترجمه می‌شود: فیلمی که در آن بازیگر اقدام به خودکشی یا قتل می‌کند. این نوع فیلم ممکن است حاوی صحنه‌هایی باشد که در آن بازیگر فرد یا افرادی را بدون استفاده از جلوه‌های ویژه و به طور واقعی برای انگیزه‌های مالی و کسب در آمد به قتل برساند.